# Lukas Märtens
Lukas Märtens (Magdeburg, 27 de dezembro de 2001) é um nadador alemão.

## Carreira
Lukas Märtens treina no SC Magdeburg sob o comando do técnico Bernd Berkhahn.
Märtens participou dos Campeonatos Europeus de Natação Juvenil de 2018 e 2019 e do Campeonato Mundial de Natação Juvenil de 2019 em Budapeste. Quando participou da Copa do Mundo de Natação de 2019, em Berlim, chegou às finais na natação livre nos 200 e 1.500 metros, bem como no nado costas nos 200 metros. Märtens também participou do Campeonato Europeu de Curta Duração de 2019 em Glasgow. Nos Jogos Olímpicos de Verão de 2020 em Tóquio, Märtens se classificou para a final dos 4 x 200 metros livre junto com Poul Zellmann, Henning Mühlleitner e Jacob Heidtmann. A equipe alemã de revezamento ficou em sétimo lugar com o tempo de 7m06,51 minutos. Märtens também participou de eliminatórias dos 200, 400 e 1.500 metros livres nos Jogos de Tóquio.
Märtens viajou para o Campeonato Mundial de 2022 em Budapeste como o melhor do mundo nos 400, 800 e 1.500 metros livres. Em sua primeira competição conquistou a medalha de prata nos 400 metros em 3m42s85. Ele também chegou às finais nos 200 metros (7º colocado) e 1.500 metros (4º colocado). No Europeu de 2022, em Roma, conquistou seu primeiro título internacional nos 400 metros livres e outra medalha de prata nos 800 metros. No Campeonato Mundial de 2023 em Fukuoka, Märtens conquistou o bronze nos 400 metros livres. Ele conseguiu o mesmo no Campeonato Mundial do ano seguinte em Doha. Ele ganhou o ouro nos 400 metros livres nos Jogos Olímpicos de Verão de 2024 em Paris. Na final dos 200 metros livre alcançou o quinto lugar.